# Teoria HSAB
La teoria HSAB (acronimo inglese di hard and soft acids and bases, ovvero acidi e basi duri e molli), nota anche come "concetto di acido e base secondo Pearson" e proposta da Ralph Pearson nel 1968, è ampiamente usata in chimica per spiegare la stabilità di composti chimici, reazioni chimiche ecc.
Il suo intento è classificare come "duro" o "molle", "acido" o "base" le diverse specie chimiche coinvolte in un equilibrio. Per completezza, è bene ricordare che non vi è un'esatta traduzione in italiano dei termini hard e soft, tuttavia quella più comunemente adoperata traduce con "duro" e "molle" oppure "morbido" o "soffice" o ancora "forte" o "debole", meno usati per non confondere le idee con precedenti definizioni.
Possiamo interpretare la teoria di Pearson come un'estensione della teoria di Lewis, la quale prevedeva reazioni acido-base del genere:
{\displaystyle A+:B\rightleftarrows A:B}
Nella realtà di tutti i giorni, come affermava Pearson, le reazioni avvengono tutte (o quasi) nel solvente. Da questa idea, parte per rendere tutte le reazioni acido-base, delle sostituzioni del genere:
{\displaystyle A:B'+A':B\rightleftarrows A:B+A':B'}
dove siano {\displaystyle A'} e {\displaystyle B'} il solvente stesso, {\displaystyle A} e {\displaystyle B} rispettivamente un generico acido e una generica base.
Questa teoria è adoperata in contesti in cui prevale l'ambito qualitativo, piuttosto che quello quantitativo, ovvero fornisce un'ulteriore descrizione che aiuta a comprendere meglio i fattori predominanti che determinano certe proprietà o reattività delle molecole. La teoria HSAB si è fatta largo nella chimica dei metalli di transizione, con i quali sono stati condotti numerosi esperimenti al fine di determinare l'ordinamento relativo dei ligandi e la classificazione degli ioni di tali metalli in termini di durezza e morbidezza. Recentemente è stato dimostrato che persino la sensibilità e le prestazioni dei materiali esplosivi possono essere spiegate sulla base della teoria HSAB.
Esempio
Gli ioni delle terre rare Ln3+ sono acidi duri, con una marcata affinità per basi dure che leghino attraverso l'ossigeno. L'acqua risponde perfettamente al requisito e questo rende conto della difficile lavorabilità in soluzione acquosa di questi ioni.
Il principio di Pearson è di tipo qualitativo, basato su osservazioni empiriche. Ad ogni modo, possiamo quantificare questo concetto sulla teoria di Klopman-Salem degli orbitali molecolari di frontiera, la quale spiega l'intensità e la stabilità di un legame fra varie specie chimiche studiando i loro HOMO e LUMO, termini mutuati dalla teoria dell'orbitale molecolare e che sono acronimi inglesi che stanno per lowest unoccupied molecular orbital (orbitale molecolare vuoto più basso) e highest occupied molecular orbital (orbitale molecolare pieno a più alta energia).

## Definizione

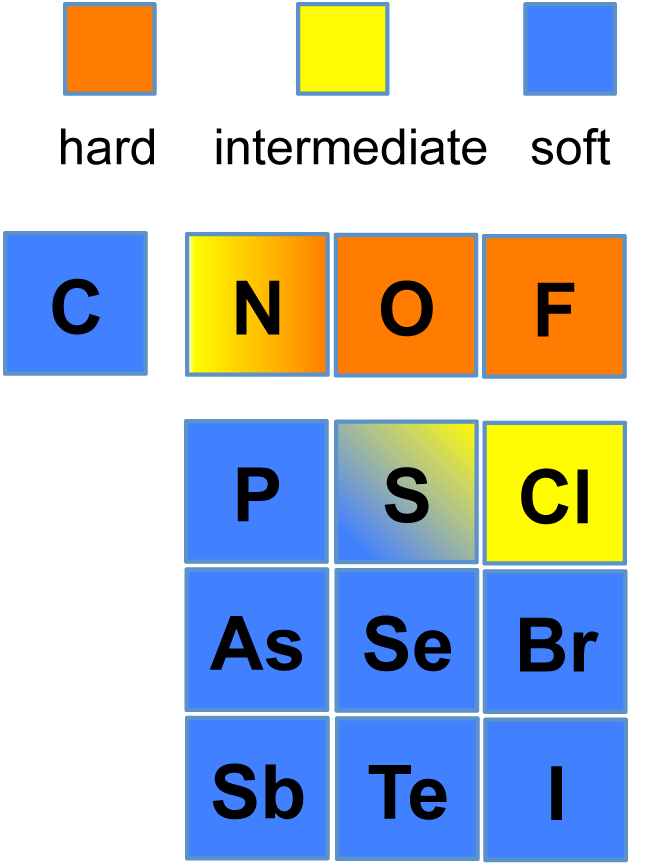
Comportamento "duro" o "molle" delle basi

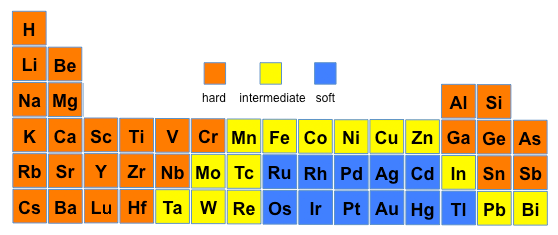
Comportamento "duro" o "molle" degli acidi

Il fulcro di questa teoria è che gli acidi soft reagiscono più velocemente e formano legami molto forti con basi soft, mentre gli acidi hard reagiscono più rapidamente ed intensamente con basi hard. La classificazione nel lavoro originale è basata per lo più su costanti di equilibrio per la reazione di due basi di Lewis in competizione per un acido di Lewis.
Possiamo classificare gli acidi e le basi in due diverse categorie con le seguenti caratteristiche:
| Categoria        | Caratteristiche | Esempi                                                             |
| ---------------- | --- | ------------------------------------------------------------------ |
| Acidi hard       | - Piccolo raggio atomico/ionico (<90 pm) - Alta carica positiva - Bassa elettronegatività (tra 0.5 e 1.6) - Alta solvatazione - LUMO ad alta energia - Bassa affinità elettronica | H+, Na+, K+, Be2+Mg2+, Ca2+, Ti4+, Cr3+ Cr6+, BF3, Fe3+, ioni In3+ |
| Acidi soft       | - Ampio raggio atomico/ionico (>90 pm) - Basso numero di ossidazione (anche 0) - Elettronegatività intermedie (1.8-2.5) - Alta polarizzabilità - LUMO a bassa energia             | Pt4+, Cu2+, Pd2+, Ag+, Hg2+, Hg22+, Cd2+                           |
| Acidi borderline | Caratteristiche intermedie | Fe2+, Co2+, Ni2+, Pb2+, SO2, Zn2+, Cu2+                            |
| Basi borderline  | Caratteristiche intermedie | Anilina, piridina, Br-, NO2-, N2, SO32-                            |
| Basi hard        | - Piccolo raggio atomico/ionico (<90 pm) - Elettronegatività elevata (3.0-4.0) - Difficilmente polarizzabile - Difficilmente ossidabile - HOMO a bassa energia                    | H2O, Cl-, SO42-, ClO4-, NH3, OH–, F–, (Cl–), CH3COO–, CO32-        |
| Basi soft        | - Raggio atomico/ionico > 170 pm - Elettronegatività intermedia (2.5-3.0) - Molto polarizzabili - Facilmente ossidabile - HOMO ad alta energia                                    | H–, R3P, SCN–, I–...                                               |

Particolare attenzione va prestata a quegli acidi o a quelle basi che presentano caratteristiche intermedie e per questo vengono dette "di frontiera" o borderline. È inoltre importante ricordare che un acido o una base di uno dei due tipi non deve necessariamente presentare tutte le caratteristiche sopracitate per la propria categoria.
Comunemente, acidi e basi interagiscono e le interazioni più stabili sono quelle a carattere "duro-duro" (maggior carattere di legame ionico) e a carattere "molle-molle" (maggior carattere di legame covalente). Dal punto di vista della struttura elettronica, il carattere di "durezza" e di "mollezza" è legato rispettivamente alla maggiore e alla minore differenza di energia esistente tra gli orbitali di frontiera. Da ciò si spiega anche la diversa polarizzabilità e comportamento nei confronti dei campi esterni perturbanti, fattore importante per l'interpretazione quantomeccanica del legame chimico.
Infine, sottolineiamo che il carattere forte/debole di una base non è la stessa cosa di hard/soft. Infatti, per esempio, una base può essere hard anche se è considerata debole. Il concetto di Pearson è più una questione orbitalica che di dissociazione in soluzioni acquose o altrove.
Una volta classificati i due acidi in due categorie, possiamo applicare il principio HSAB per prevedere, ad esempio, se una reazione all'equilibrio è più spostata verso i reagenti oppure verso i prodotti.
Esempio: Prevedere se il seguente equilibrio favorisce i reagenti oppure i prodotti
{\displaystyle {\ce {Nb2S5\ +\ 5HgO\leftrightarrows Nb2O5\ +\ 5HgS}}}
I cationi sono le specie Nb5+ e Hg2+. Sulla base della loro elettronegatività e della carica, possiamo dire che il primo è chiaramente un acido hard mentre il secondo è un acido soft. Gli anioni sono, invece, O2- e S2-. Si tratta di due specie basiche (si può vedere dalle immagini in alto) e sono rispettivamente una specie hard e una soft.
In termini di Pearson, riscriviamo l'equazione indicando con {\displaystyle {\ce {H}}} una specie hard, con {\displaystyle {\ce {S}}} una soft e con {\displaystyle {\ce {A}}} e {\displaystyle {\ce {B}}} un acido e una base.
{\displaystyle \mathrm {HASB+SAHB\leftrightarrows HAHB+SASB} }
Il principio afferma che una specie hard tenderà a reagire con un'altra hard, una soft con un'altra soft. Capiamo quindi che la reazione è spostata verso destra.

## Durezza chimica (chemical hardness)
Nel 1983 Pearson, insieme a Robert Parr, estese la qualitativa teoria HSAB alla definizione quantitativa di chemical hardness o "durezza chimica" (η) dicendo che essa è proporzionale alla derivata seconda dell'energia totale del sistema chimico, rispetto ai cambiamenti nel numero di elettroni in un ambiente nucleare stabile:
{\displaystyle \eta ={\frac {1}{2}}\left({\frac {\partial ^{2}E}{\partial N^{2}}}\right)_{Z}.}
Il fattore un mezzo è completamente arbitrario e spesso messo da parte come osservò lo stesso Pearson.
Una definizione operativa di durezza chimica si ottiene applicando un'approssimazione di differenza finita a tre punti alla derivata seconda:
{\displaystyle {\begin{aligned}\eta &\approx {\frac {E(N+1)-2E(N)+E(N-1)}{2}},\\&={\frac {(E(N-1)-E(N))-(E(N)-E(N+1))}{2}},\\&={\frac {1}{2}}(I-A),\end{aligned}}}
dove {\displaystyle I} è l'energia di ionizzazione e {\displaystyle A} l'affinità elettronica. Questa espressione implica che la durezza chimica sia proporzionale alla banda proibita di un sistema chimico, laddove questa esista.
La derivata prima dell'energia rispetto al numero di elettroni è uguale al potenziale chimico {\displaystyle \mu } del sistema,
{\displaystyle \mu =\left({\frac {\partial E}{\partial N}}\right)_{Z},}
{\displaystyle {\begin{aligned}\mu &\approx {\frac {E(N+1)-E(N-1)}{2}},\\&={\frac {-(E(N-1)-E(N))-(E(N)-E(N+1))}{2}},\\&=-{\frac {1}{2}}(I+A),\end{aligned}}}
che corrisponde alla definizione di elettronegatività {\displaystyle (\chi )} secondo Mulliken ma cambiata di segno: {\displaystyle \mu =-\chi }.
La durezza chimica e l'elettronegatività secondo Mulliken sono così legate:
{\displaystyle 2\eta =\left({\frac {\partial \mu }{\partial N}}\right)_{Z}\approx -\left({\frac {\partial \chi }{\partial N}}\right)_{Z},}
e in questo senso la durezza è una misura della resistenza alla deformazione o alle modificazioni. Allo stesso modo, un valore di zero denota la massima sofficità (softness), dove per softness si intende l'opposto di hardness.

## Una piccola (apparente) contraddizione
Lo ione Fe3+ è uno degli acidi più duri, mentre il cianuro (CN-) è una base molle. In base alla prima formulazione della teoria, il legame sarebbe talmente labile da essere spezzato in soluzione anche dall'acqua. Infatti, non si considerava il meccanismo di retrodonazione π, nel quale il ferro funziona da base e il cianuro da acido. Quest'ultimo ha infatti orbitali di antilegame liberi dove disporre gli elettroni ceduti dal ferro; una volta formato il complesso, l'ordine di legame del cianuro passa da 3 (C≡N) a 2 (C=N).
Si ritiene, inoltre, che il principio originale di Pearson sia contrario alle ben note regole di Fajans.

## Regola di Kornblum
Un'applicazione della teoria HSAB è la cosiddetta Regole di Kornblum (Kornblum's Rule) che affermano che in reazioni con nucleofili ambidentati (nucleofili che possono attaccarsi a due centri metallici differenti), l'atomo più elettronegativo reagisce quando il meccanismo di reazione è SN1 e quello meno elettronegativo in una reazione SN2. Queste regole (stabilite nel 1954) in realtà hanno anticipato alcune considerazioni della teoria HSAB, senza la quale, tuttavia, sono più difficili da comprendere. In termini HSAB una loro spiegazione è che in una reazione SN1 un carbocatione (un acido duro) reagisce con una base dura (alta elettronegatività) e che in una reazione SN2 un atomo tetravalente di carbonio (un acido soft) reagisce con basi morbide.

## Critiche
Nel 2011, Herbert Mayr ed altri studiosi dell'Università Ludwig-Maximilian di Monaco, Germania, hanno pubblicato una revisione critica su Angewandte Chemie. Consecutive analisi di vari tipi di sistemi organici ambivalenti hanno rivelato che un approccio più vecchio basato sul controllo termodinamico/cinetico descrive la reattività dei composti organici perfettamente, mentre la teoria HSAB in realtà non spiega bene certi comportamenti e secondo gli autori delle ricerche deve essere abbandonata nella razionalizzazione della reattività di tali sistemi.